# Nicholas Hum
Nicholas "Nic" Hum (nascido em 29 de janeiro de 1993) é um atleta paralímpico australiano com deficiência intelectual. Defendeu as cores da Austrália disputando os Jogos Paralímpicos do Rio de Janeiro, em 2016, onde ficou em quinto lugar no salto em distância masculino da categoria T20, com 6,89 metros.

## Atletismo
Em 2011, no Campeonato Mundial de Atletismo Paralímpico, Hum terminou em quinto lugar no salto em distância masculino da categoria F20, com 6,55 metros (-0,4), e estabeleceu o recorde australiano e da Oceania.